# メロディー・ゴー・ランド
メロディー・ゴー・ランドは、ジャパンエフエムネットワークがかつて制作していた5分のミニ番組である。

## 概要
この番組は洋楽黄金時代のポップ・ロックの曲が数多く放送される。DJは蒲田健。

## 放送時間
- 月曜日 - 金曜日 22:55 - 23:00（Bライン）
- 曜日に限ってネットするラジオ放送局もある。
- この番組を放送していないTOKYO FMなどほとんどのJFN系列は、「SCHOOL OF LOCK!」のミニコーナーを放送している。
- V-airでは島根、鳥取のトヨタカローラ店がスポンサーに付く関係で、月曜日 - 金曜日 20:55 - 21:00に「カローラメロディーゴーランド」としてネットしている。